# 鎖国
鎖国（さこく、旧字体：鎖󠄁國）とは、江戸幕府がオランダ（および一時期のイギリス）を除くキリスト教国の人の来航、および日本人の東南アジア方面への出入国を禁止し、貿易を管理・統制・制限した対外政策であり、そこから生まれた日本の孤立状態あるいは日本を中心とした経済圏を指す。

## 概要
一般的には1639年（寛永16年）の南蛮（ポルトガル）船入港禁止から、1854年3月31日（嘉永7年3月3日）の日米和親条約締結までにわたる215年間を「鎖国」と呼ぶ。
鎖国という言葉は、長崎のオランダ通詞・志筑忠雄がエンゲルベルト・ケンペルの著作『日本誌』の一部分を翻訳して、『鎖国論』と題したことに始まる。幕末に開国ということが問題にされるようになってから、開国という言葉に対して使われだした。詳しくは、次項で述べる。
幕末に開国を主導した井伊直弼は鎖国を「閉洋之御法」とも呼んでおり、籠城と同じようなものだと見做していた。
なお、海外との交流・貿易を制限する政策は江戸時代の日本だけにみられた政策ではなく、同時代の北東アジア諸国でも海禁政策が採られていた。
対外関係は朝鮮国（李氏朝鮮）および琉球王国との「通信」（正規の外交）、中国（明朝と清朝）およびオランダ（オランダ東インド会社）との間の通商関係に限定されていた。鎖国というとオランダとの貿易が取り上げられるが、実際には幕府が認めていたオランダとの貿易額は中国の半分であった。
通信国である朝鮮国は対馬藩、琉球王国は薩摩藩が外交・貿易を仲介していたのに対し、通商国であるオランダと清との貿易は、幕府直轄地の長崎において長崎奉行の監督下で行われていた。琉球国に関しては1609年の琉球侵攻により薩摩藩の付庸国になったが、すでに中国の冊封国であり朝貢を行っていた。この実権を薩摩藩が掌握するようになり、実質的に薩摩藩は中国（17世紀後半から清）とも交易を行っていた。
本来、鎖国とは外国との交際がなく、国際的に孤立した状態の意味合いがあるが、江戸時代の鎖国は、日本人の海外渡航と在外日本人の帰国を禁止し、対外貿易を長崎でのオランダ商館と中国船との貿易だけに制限した状態をいい、完全な国際的孤立状態を意味していない。

## 語源
「鎖国」という語は、江戸時代の蘭学者である志筑忠雄が1801年成立の『鎖国論』で初めて使用した。1690年から1692年にかけて来日したドイツ人医師エンゲルベルト・ケンペルが帰郷後にアジア諸国に関する体系的な著作『廻国奇観』の中で日本についても論じて、死後『日本誌』（1727年刊）が編集され英訳出版された。そのオランダ語第二版（1733年刊）中の巻末附録の最終章に当たる「日本国において自国人の出国、外国人の入国を禁じ、又此国の世界諸国との交通を禁止するにきわめて当然なる理」という箇所を、1800年頃に長崎の元オランダ稽古通詞であった志筑が訳出した。その際、あまりに論文の題名が長いことから、翻訳本文中の適当な語を捜し、『鎖国論』と題した。この「鎖国」はその際に新造された語だが、本は出版されず写本として一部に伝わっただけで、「鎖国」という語も広まらなかった。そのため、いわゆる「鎖国令」という用語は、明治以降の研究者による講学上の名称で、実際にそのような名称の禁令が江戸時代に発せられたことはなかった。
しかし、鎖国論は転写され、写本というかたちで一部の知識階層と一部の幕閣に浸透していき、その結果、写本が40種も作られた。なお、国学者の平田篤胤が『鎖国論』を入手して『古道大意』などの著作に引用されたこと、幕末に黒沢翁満が『鎖国論』を『異人恐怖伝』に改題して自らの攘夷論を示した『刻異人恐怖伝論』（1850）を加える形で刊行されるなど、『鎖国論』そのものの社会に対する影響は小さくなかったとする見方もある。
実際に「鎖国」という用語が幕府の間で初めて使われたのは1853年であり、本格的に定着したのは1858年以降とされている。さらに一般に普及していったのは明治時代以降である。したがって、「鎖国」という用語が普及されるようになったのは明治以降で、近年では制度としての「鎖国」はなかったとする見方が主流である。
なお、江戸時代には「鎖国」という言葉は用いられていなかったことを根拠に「鎖国」の存在を否定する意見が一部に見られるが、「藩」や「天領」といった言葉も鎖国と同様に明治以降に定着した公称である。

## 経過

### 「鎖国」完成までの歴史
「鎖国」体制は、第2代将軍秀忠の治世に始まり、第3代将軍家光の治世に完成した。
- 1612年（慶長17年）幕領に禁教令
- 1616年（元和2年）明朝以外の船の入港を長崎・平戸に限定、家康による関東の西洋人居住許可を否定。
- 1617年（元和3年）堺において外国人の鉄砲等の武器購入が禁止。
- 1618年（元和4年）イギリス・オランダの輸入鉛購入先は幕府のみとなる。
- 1620年（元和6年）平山常陳事件。イギリス・オランダが協力してポルトガルの交易を妨害し、元和の大殉教に繋がる。
- 1621年（元和7年）日本人のルソン渡航禁止。イギリス・オランダに対して武器・人員の搬出と近海の海賊行為禁止を命じる。
- 1623年（元和9年）イギリス、業績不振のため平戸商館を閉鎖。
- 1624年（寛永元年）スペインとの国交を断絶、来航を禁止。
- 1628年（寛永5年）タイオワン事件の影響で、オランダとの交易が4年間途絶える。
- 1631年（寛永8年）奉書船制度の開始。朱印船に朱印状以外に老中の奉書が必要となった。
- 1633年（寛永10年）「第1次鎖国令」。奉書船以外の渡航を禁じる。また、海外に5年以上居留する日本人の帰国を禁じた。
- 1634年（寛永11年）「第2次鎖国令」。第1次鎖国令の再通達。長崎に出島の建設を開始。
- 1635年（寛永12年）「第3次鎖国令」。中国・オランダなど外国船の入港を長崎のみに限定。東南アジア方面への日本人の渡航および日本人の帰国を禁じた[13]。
- 1636年（寛永13年）「第4次鎖国令」。貿易に関係のないポルトガル人とその妻子（日本人との混血児含む）287人をマカオへ追放、残りのポルトガル人を出島に移す。
- 1637年（寛永14年）- 1638年（寛永15年）島原•天草の乱。幕府に武器弾薬をオランダが援助した。
- 1639年（寛永16年）「第5次鎖国令」。ポルトガル船の入港を禁止。それに先立ち幕府はポルトガルに代わりオランダが必需品を提供できるかを確認している[14]。
- 1640年（寛永17年）マカオから通商再開依頼のためポルトガル船来航。徳川幕府、使者61名を処刑。
- 1641年（寛永18年）オランダ商館を平戸から出島に移す。
- 1643年（寛永20年）ブレスケンス号事件。オランダ船は日本中どこに入港しても良いとの徳川家康の朱印状が否定される。
- 1644年（正保元年）中国にて明が滅亡し、満州の清が李自成の順を撃破して中国本土に進出。明再興を目指す勢力が日本に支援を求める（日本乞師）が、徳川幕府は拒絶を続けた。
- 1647年（正保4年）ポルトガル船2隻、国交回復依頼に来航。徳川幕府は再びこれを拒否。以後、ポルトガル船の来航が絶える。
- 1673年（延宝元年）リターン号事件。イギリスとの交易の再開を拒否。以降100年以上、オランダ以外のヨーロッパ船の来航が途絶える。

### 「鎖国」中の正規貿易（四つの口） と密貿易
「鎖国」政策の下、その例外として、外国に向けてあけられた4つの窓口を、現代になってから「四つの口」と呼ぶことがある（「四つの口」という語は1980年頃に荒野泰典が使い始めた。）。
松前口：対山丹人と間接的な対清朝中国：松前藩・白主会所（直轄地）経由

松前藩の松前氏は来航する山丹人と間接的に交易し蝦夷錦などの大陸産品を入手してきた。江戸時代に入っても、その権限が引き続き認められ、蝦夷（アイヌ）が交易を中継ぎする役割を担った。第一次幕領期以降、蝦夷地は幕府（箱館奉行）の直轄地として、幕府の管理で貿易が行われた。
長崎口：対オランダと対清朝中国：長崎会所（直轄地）経由

長崎は幕府（長崎奉行）の直轄地として、幕府の管理で貿易が行われた。
対馬口：対李氏朝鮮：対馬藩経由
対馬藩の宗氏は中世から対朝鮮の外交、貿易の中継ぎを担ってきた。江戸時代に入っても、対馬藩にはその権限が引き続き認められ（釜山倭館における交易）、幕府の対朝鮮外交を中継ぎする役割を担った。
薩摩口（琉球口）：対琉球王国：薩摩藩経由

薩摩藩が琉球王国に侵攻、支配したことで、琉球を通じての貿易が認められた。
「鎖国」実施以前から、幕府は貿易の管理を試みていた。1604年には糸割符制度を導入し、生糸の価格統制を行った。糸割符は1655年に廃止され、長崎では相対売買仕方による一種の自由貿易が認められて貿易量は増大したが、1672年に貨物市法を制定して金銀流出の抑制を図り、さらに1685年には定高貿易法により、金・銀による貿易決済の年間取引額を、清国船は年間銀6000貫目・オランダ船は年間銀3000貫目に限定した。のちに、これを超える積荷については、銅・俵物・諸色との物々交換による決済（代物替）を条件に交易を許すようになったが、1715年の海舶互市新例により代物替が原則とされた。また、定高は1742年と1790年の2回にわたり引き下げられたため、代物替による交易が中心となっていった。
いわゆる「鎖国」政策は、徳川幕府の法令の中では徹底された部類ではあったが、特例として認められていた松前藩、対馬藩や薩摩藩では、徳川幕府の許容以上の額を密貿易（抜け荷）として行い、それ以外の領内を大洋に接する諸藩も密貿易をたびたび行っていた。これに対して、新井白石や徳川吉宗ら歴代の幕府首脳はこうした動きにたびたび禁令を発して取締りを強めてきたが、財政難に悩む諸藩による密貿易は続けられていた。中には、石見浜田藩のように、藩ぐるみで密貿易に関わった上に、自藩の船団を仕立てて東南アジアにまで派遣していた例もあった（竹島事件）。

### オランダ風説書
「鎖国」中も幕府は唐船風説書やオランダ風説書を通じて海外の情報を受信していた。1840年のアヘン戦争発生をきっかけに、オランダのバタヴィヤ政庁はイギリス系新聞を基にした別段風説書を毎年提出するようになった。別段風説書でジェームズ・ビドルやマシュー・ペリーの来航予告のほか、海底ケーブル敷設といった情報も伝えていた。

### 「開国」までの動きと「鎖国」の終焉

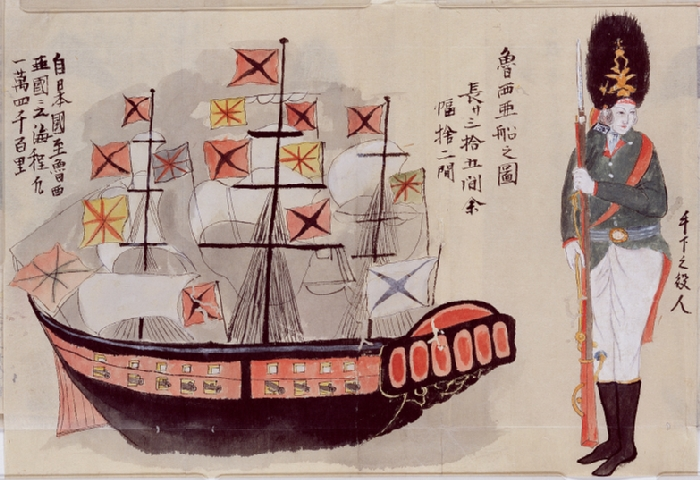
日本側が記録したレザノフの船と、「手下の役人」と形容された武装兵

18世紀後半から19世紀中頃にかけて、ロシア帝国、イギリス、フランス、アメリカ合衆国などの艦船が日本に来航し、交渉を行ったが、その多くは拒否された。しかし、1853年7月8日には、浦賀へアメリカのマシュー・ペリー率いる黒船が来航し、翌1854年3月31日には、日米和親条約が締結され、「開国」に至った。その後、日米修好通商条約（1858年）を初めとする不平等条約が続々と締結され、鎖国体制が崩壊した。
- 1778年（安永7年）、ヤクーツクの商人パベル・レベデフ＝ラストチキンがアッケシ場所に来航。松前藩に、交易を求めたが拒否された。幕府には報告されず[21]。
- 1787年（天明7年）、フランス王国のラ・ペルーズ探検隊が日本近海を航海、千島列島、琉球列島を探検した。宗谷海峡の国際名称ラ・ペルーズ海峡は、彼にちなんだものである[22]。
- 1791年（寛政3年）、米国の探検家ジョン・ケンドリックが2隻の船と共に紀伊大島に到着、11日間滞在した。日本を訪れた最初の米国人[23][注 6]。
- ロシアによる開国要求
  - 1792年（寛政4年）アダム・ラクスマンが漂流民大黒屋光太夫ら3名を連れて根室に来航し上陸、通商交渉を求めるも徳川幕府は拒否。しかし、長崎への入港許可証である信牌を与えた。
  - 1804年（文化元年）9月、バルト・ドイツ人のアーダム・ヨハン・フォン・クルーゼンシュテルンが率いたロシアの世界一周遠征隊が漂流民津太夫ら4名を連れ、信牌を持って長崎に来航。特使ニコライ・レザノフが通商を求め、翌年春まで幕府と交渉するものの最終的に拒否される。
  - 1806年（文化3年）「文化の薪水給与令」が出される。
  - 1806年（文化3年）〜1807年（文化4年）、レザノフの部下であるフヴォストフが通商を拒否された報復のため、樺太大泊の久春古丹や利尻、択捉島紗那の会所や内保の番屋を襲撃（フヴォストフ事件、文化露寇）、アイヌの子供ら数名がロシア人に拉致され中川五郎治と佐兵衛はシベリアに強制連行される。ロシア帝国政府は不関与であるものの、この事件は日露間の緊張が高まり、幕府が蝦夷地を幕府直轄領とし警固（防衛）に乗り出すきっかけとなった。薪水給与令は1年で取り消される。
  - 1811年（文化8年）ヴァシーリー・ゴロヴニーン大尉が国後場所の管轄する鎖国中の国後島に不法上陸、警固に就いていたアイヌと和人に捕らえられ、その後2年間拘留された（ゴローニン事件）[24]。
  - 1812年（文化9年）8月、ディアナ号が国後島に来航する。日露間で身柄交換交渉が行われるが、日本側の拉致被害者である中川五郎治と歓喜丸漂流民6名が脱走したために交渉が決裂。帰途、ディアナ号艦長ピョートル・リコルド（ロシア語版）は報復として附近を航行していた歓世丸を襲撃、高田屋嘉兵衛やアイヌ船員ら数名を拉致、勘察加に強制連行し翌年6月まで抑留する。アイヌ船員ら数名は抑留地で命を落とし、帰らぬ人となった。
  - 1813年（文化10年）9月、ディアナ号がゴローニンの解放交渉のため、日本人漂流民の久蔵を伴い箱館に来航する。なおこの時、ロシアに帰化した漂流民善六がロシア側の通訳として使節に同行していた[25]。
- フランス革命戦争とナポレオン戦争の余波[注 7]
  - 1797年（寛政9年）から1809年（文化6年）にかけて、本国がフランスに占領されてしまったため、オランダ商館長ヘンドリック・ドゥーフの依頼で数隻の米国船がオランダ国旗を掲げて出島での貿易を行った[26][注 8][注 9]。
  - 1808年（文化5年）、オランダと敵対関係にあった英国の帆走フリゲート・フェートン号が、オランダ国旗を掲げ長崎に入港。フェートン号事件を起こす。その後も英国船出現が相次いだ。

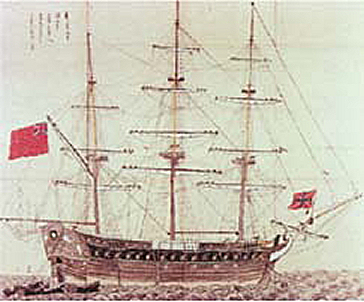
日本人が描いたフェートン号

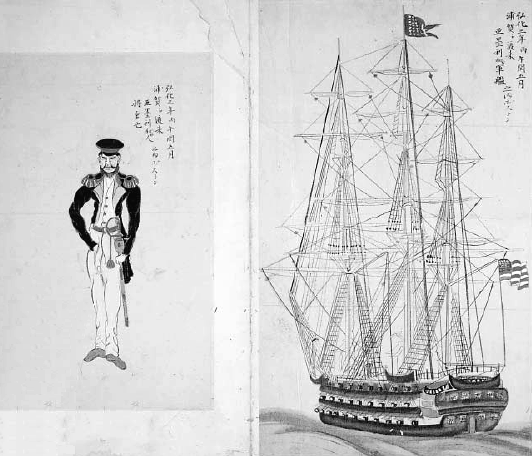
日本人が描いたコロンバス号と米国水兵

- 1825年（文政8年）、徳川幕府は異国船打払令を出し、強硬政策に転換。
- 1830年（文政13年）、徳川幕府が領有宣言をしていたものの無人島となっていた小笠原諸島の父島にナサニエル・セイヴァリーが上陸、入植した[27]。
- 1837年（天保8年）商船モリソン号が音吉を含む漂流民を日本に送還するために浦賀に来航したが、異国船打払令に基づき日本側砲台が砲撃した（モリソン号事件）。この事件後、幕府内部でも異国船打払令に対する批判が強まった。
- 1842年（天保13年）アヘン戦争における清朝の敗北による南京条約の締結に驚愕した徳川幕府は、政策を転換し、遭難した船に限り給与を認める天保の薪水給与令を発令した。
- 1844年（天保15年）、フォニエル・デュプラン大佐が率いるフランス海軍の遠征隊が琉球王国に来航、通商を求めるが拒否された。しかし、テオドール・フォルカード神父と通訳が那覇に残った。
- 1844年8月14日（弘化元年7月2日）、オランダ軍艦パレンバン号がオランダ国王ウィレム2世の将軍宛の親書を携えていた長崎に入港。この親書はシーボルトの起草によるもので、開国を求めたが幕府はこれを拒否した[28]。
- 1845年（弘化2年）、捕鯨船マンハッタン号が、22人の日本人漂流民を救助し、マーケイター・クーパー船長は浦賀への入港を許可され、浦賀奉行と対面した[29]。
- 1846年7月20日（弘化3年閏5月27日）、アメリカ東インド艦隊司令官ジェームズ・ビドル代将は戦列艦コロンバスおよび戦闘スループ・ビンセンスを率いて、開国交渉のために浦賀に入港した。しかし、条約の締結は浦賀奉行に拒否され、数日の滞在で退去した。浦賀にアメリカの軍艦が出現したことを受けて、幕府では無二念打払令の復活が検討された。
- 1846年7月24日（弘化3年6月2日）、フランスのセシル提督（Jean-Baptiste Cécille）がクレオパトル号で長崎に来航したが上陸を拒否された。このとき、那覇に留まっていたフォルカード神父を伴っていた[30]。
- 1848年（弘化5年 / 嘉永元年）、ラナルド・マクドナルドが、日本人に英語を教えたいと自らの意志で、遭難を装って利尻島に上陸した。その後長崎に送られ、崇福寺大悲庵に収監され、本国に送還されるまでの半年間の間、ここで通詞14人に英会話を教えた。帰国後は、日本の情報をアメリカ合衆国本土に伝えた[31]。
- 1849年4月17日（嘉永2年3月27日）、ジェームス・グリン大尉が艦長を務める米国の帆走戦闘スループ・プレブル（USS Preble）が、アメリカ捕鯨船員を救出のため長崎に来航、軍事介入の可能性をほのめかしつつ、交渉を行った。結果、船員とラナルド・マクドナルドが解放された。帰国後、グリンは米国政府に対し、日本を外交交渉によって開国させること、また必要であれば「強さ」を見せるべきとの建議を提出した。彼のこの提案は、マシュー・ペリーによる日本開国への道筋をつけることとなった。
- 1849年（嘉永2年）、英国海軍のブリッグ・マリナー号が浦賀に来航し、地誌的調査を行った。マリナー号には音吉が通訳として乗艦していた。音吉は日本とのトラブルを避けるため、中国人であると偽っていた。
- 1853年（嘉永6年）マシュー・ペリー率いるアメリカ艦隊が来航。開国を要求した。蒸気船の来航はこのときが初。
- 1854年（嘉永7年 / 安政元年）ペリーが再来航し、日米和親条約を締結。下田と函館を開港し、鎖国体制が崩壊した。
- 1858年（安政5年）タウンゼント・ハリスと江戸幕府が日米修好通商条約を締結。鎖国政策が完全に撤廃された。

## 背景

### 南蛮貿易の開始
明朝中国は海禁政策を採っていたが、勘合貿易により日明間の貿易は行われていた。しかし、1549年（嘉靖28年）を最後に勘合貿易が途絶えると、両国間の貿易は密貿易のみとなってしまった。ここに登場したのがポルトガルであった。ポルトガルはトルデシリャス条約およびサラゴサ条約によってアジアへの進出・植民地化を進め、1511年にはマラッカを占領していたが、1557年にマカオに居留権を得て中国産品（特に絹）を安定的に入手できるようになった。ここからマカオを拠点として、日本・中国・ポルトガルの三国の商品が取引されるようになった。
徳川家康が政権を握ると、オランダ、イギリスに親書を送り、オランダは1609年、イギリスは1613年に平戸に商館を設立した。しかしながら、両国とも中国に拠点を持っているわけではなく、日本に輸出するものはあまりなかった。結果イギリスは1623年に日本から撤退、オランダも日本への進出は商業的というよりむしろ政治的な理由であった。なお、当時のスペインの関心はフィリピンとメキシコ間の貿易であり、1611年にセバスティアン・ビスカイノが使節として駿府の家康を訪れたが、貿易交渉は不調に終わっている。

### キリスト教の禁止
ポルトガル船が来航するようになると、「物」だけではなくキリスト教も入ってきた。1549年のフランシスコ・ザビエルの日本来航以来、イベリア半島（スペインやポルトガル）の宣教師の熱心な布教によって、また戦国大名や徳川幕府下の藩主にもキリスト教を信奉する者が現れたため、キリスト教徒（当時の名称では「切支丹」）の数は九州を中心に広く拡大した。当時、近畿地方から東海地方を勢力圏としていた織田信長は、これを放任、豊臣秀吉も当初は黙認していたが、1587年にバテレン追放令を出し、1596年にサン＝フェリペ号事件が発生すると、切支丹に対する直接迫害が始まった（日本二十六聖人殉教事件）。
家康は当初貿易による利益を重視していたが、プロテスタント国家のオランダは「キリスト教布教を伴わない貿易も可能」と主張していたため、家康にとって積極的に宣教師やキリスト教を保護する理由はなくなった。また、1612年の岡本大八事件をきっかけに、諸大名と幕臣へのキリスト教の禁止を通達、翌1613年に、キリスト教信仰の禁止が明文化された。また、国内のキリスト教徒の増加と団結は徳川将軍家にとっても脅威となり、締め付けを図ることとなったと考えるのも一般的である。ただこの後も家康の対外交政策に貿易制限の意図が全くないことからこの禁教令は「鎖国」と直結するものではないとする指摘もある。
当時海外布教を積極的に行っていたキリスト教勢力は、キリスト教の中でも専らカトリック教会であり、その動機として、宗教改革に端を発するプロテスタント勢力の伸張により、ヨーロッパ本土で旗色の悪くなっていたカトリックが海外に活路を求めざるを得なかったという背景がある。一方、通商による実利に重きを置いていたプロテスタント勢力にはそのような宗教的な動機は薄く、特に当時、スペインからの独立戦争（八十年戦争）の只中にあったオランダは、自身が直近までカトリックのスペインによる専制的支配と宗教的迫害を受け続けたという歴史的経緯から、カトリックに対する敵対意識がとりわけ強かったことも、徳川幕府に対して協力的であった理由と言える。
とは言うものの、中国に拠点を持たないオランダやイギリスが直ちにポルトガルの代替にならない以上、ポルトガルとの交易は続けざるを得なかった。
キリスト教の禁令はローマカトリック教会に限定されていたわけではなく、平戸のオランダ倉庫はキリスト教の年号(1639年)を使用したことを理由に破壊され、オランダ人墓地も同時期に破却、死体は掘り返され海に投棄された。1654年、ガブリエル・ハッパルトは長崎での陸上埋葬の嘆願をしたが、キリスト教式の葬儀や埋葬は認められず、日本式で行うことを条件に埋葬が許可された。
オランダ人の記録によると、徳川家光はオランダ人の宗教がポルトガル人の宗教と類似したものであると理解しており、オランダ人を長崎の出島に監禁した理由の一つにキリスト教の信仰があったとしている。
エンゲルベルト・ケンペルは1690年代の出島において、オランダ人が日本人による様々な辱めや不名誉に耐え忍ばなければならなかったと述べている。キリストの名を口にすること、宗教に関連した楽曲を歌うこと、祈ること、祝祭日を祝うこと、十字架を持ち歩くことは禁じられていた。
1637年9月、長崎奉行榊原職直と馬場利重はフランソワ・カロンに対してマカオ、マニラ、基隆侵略の支援をするよう高圧的にせまった。カロンはマニラを襲撃する気も、日本の侵略軍を運ぶ意志もなく、オランダはいまや兵士よりも商人であると答えた。これに対して長崎代官であった末次茂貞はオランダ人の忠誠心は、大名が将軍に誓った忠誠心に等しいと念を押している。この点は、この文書がオランダの上層部で議論されるようになったときにも失われることはなかった。将軍に仕えるという評判を捨てて、貿易に影響を与えるか、それとも侵略に人員と資源を投入して、会社の全艦隊が破壊されるかもしれないという大きな危険のどちらかを選ばなければならなかったのである。オランダ人は後者を選び、日本の侵略軍をオランダ船6隻でフィリピンに運ぶことに同意した。その後まもなく長崎代官の末次茂貞（末次平蔵の息子）から、商館長のニコラス・クーケバッケルに対し、翌年にフィリピンを攻撃するため、オランダ艦隊による護衛の要請があった。これに対し、オランダ側はスヒップ船4隻とヤハト船2隻を派遣することとした。しかしながら、翌年に島原の乱が発生したこともあり、フィリピン遠征は実現しなかった。
アメリカ合衆国の歴史家ジョージ・エリソンはキリスト教徒迫害の責任者をナチスのホロコーストで指導的な役割を果たしたアドルフ・アイヒマンと比較した。

### 二港制限令とイギリス商館の撤退
イギリス商館長リチャード・コックスは着任早々、オランダ人がイギリス人と称して海賊行為を行い、イギリス人の悪評が立っていることに衝撃を受けたという。オランダ人に対抗するためにリチャード・コックスはオランダがスペイン王国の一部であるためオランダ人は反逆者であり、いずれ日本国を滅ぼすかもしれないと幕府に訴えた。またオランダは英国のおかげで独立しており、オランダは英国の属国だとの風評を立てた。
オランダ商館長ヤックス・スペックスもコックスと同様に、オランダ総督をオランダ国王として虚偽の呼称を使用し、オランダ国王がキリスト教王国の中でも最も偉大な王であり、全ての王を支配しているとの風評を広げようとした。コックスはこれを逆手にとり、自国がオランダよりはるかに優れていることを大名や役人の前で説明したが、島津家久はこれを信じて、オランダ人でなくイギリス人に薩摩での貿易を許可するとの言質をとることに成功した。
1616年の二港制限令は、コックスが江戸にいる間のことだったが、これはコックスの発言が彼が意図した以上に幕府に警戒感を抱かせたことが発端となった可能性が指摘されている。二港制限令はイギリス人とオランダ人を長崎と平戸に閉じ込めることを決定した。コックスは秀忠に謁見しようとしたが、家康宛ての書状であるとの表向きの理由で拒否された。さらに宣教師も追い打ちをかけて、連邦共和国を巡ってスペインが困っているのは、イギリスの支援があるからであり、イギリス人が正統な国王に対して対抗する手段を与えたとの有害な事実を広めた。
イギリス商館はその後も続いたが、コックスは秀忠に謁見して一時的な撤退の許可を得た。その後はイングランド内戦やクロムウェルの介入のためイギリス人の来航は数十年以上経過した後のリターン号事件まで待つことになる。
1673年、イギリス船リターン号が来航し通商再開を求めたが、イギリス人のキリスト教禁令遵守を疑った幕府は拒否した。

### 武器・傭兵の禁輸
秀吉による文禄・慶長の役が失敗に終わり、国内外に大きな被害を与えたため、江戸幕府の対外進出は不活発なものになった。一方で、先発のスペイン・ポルトガルと後発のイギリス・オランダは、貿易の主導権を握るため、東南・東アジア各地で武力衝突を行った。これらの武力衝突や現地での植民地獲得のため、日本の武器や傭兵としての人員が注目され、数多くの武器・浪人が海外へ流出した。
この結果、現地での日本人浪人による蛮行が問題となり、家康に東南アジアから国書で抗議される事態に発展、これに対して家康は現地の一存で日本人を処罰することを認めた。その後、秀忠の治世になると、武器・浪人を含む日本人の海外流出を禁じる方針に転換、また国内への鉛等の武器輸入も幕府が独占した。

### 島原の乱
徳川幕府が鎖国に踏み切った決定的な事件は、1637年（寛永14年）に起こった島原の乱である。この乱により、キリスト教は徳川幕府を揺るがす元凶と考え、新たな布教活動が今後一切行われることのないようイベリア半島勢力を排除した。ポルトガルは1636年以降出島でのみの交易が許されていたが、1639年にポルトガルが追放されると出島は空き地となっていた。1641年、平戸のオランダ商館倉庫に「西暦」が彫られているという些細な理由で、オランダは倉庫を破却し平戸から出島に移ることを強制された。この時の交換条件として徳川幕府は、ポルトガルが年額銀80貫払っていた出島使用料を、オランダに対しては年額銀55貫に減額している。また、徳川幕府に対して布教を一切しないことを約束した。しかし、島原の乱からポルトガル追放までは2年の間がある。これはオランダがポルトガルに代わって中国製品（特に絹と薬）を入手できる保証がなかったことと、日本の商人がポルトガル商人にかなりの金を貸しており、直ちにポルトガル人を追放するとその回収ができなくなることが理由であった。

### 貿易の管理
戦国時代から江戸初期にかけて、国内各地で大量に金と銀（特に銀）を産出していたため、交易においてもその潤沢な金銀を用いた。他方、江戸初期においては特に輸出するものもなく圧倒的に輸入超過であり、徐々に金銀が流出していった。このため、幕府は1604年に糸割符制度を設けて絹の価格コントロールを試みた。17世紀も後半になると金銀の産出量が減り、このため1685年には貿易量を制限するための定高貿易法が定められ管理貿易に移行した。また現代的視点では、長崎の出島・堺を始めとした有力港湾を徳川幕府の直轄領（天領）、若しくは親藩・譜代大名領に組み入れることによって、徳川幕府による管理貿易を行い収益を独占した、という研究がある。しかし、幕府は藩の直接的な貿易を禁止したが、幕府自身も直接的な貿易を行っているわけではなく、また「鎖国」成立当初において幕府が長崎貿易から利潤を得ていたわけでもない。貿易の管理・統制については、貿易都市長崎および商人を通して間接的に行っていた。山丹交易は、当初、松前藩が自藩領内の蝦夷（アイヌ）を介し、樺太や宗谷に来航する山丹人と取引した。これは、間接的には大陸にある清の出先機関・デレンとの貿易であった。山丹交易は松前藩の収入の一角を占めていたが、1807年（文化4年）の第一次幕領期以降、蝦夷地（北海道・樺太・北方領土・得撫郡域）は公議御料となり、交易は幕府（箱館奉行）直営とし、交易地も白主会所に限定された。また、18世紀の中頃から、北樺太の近くに住む樺太アイヌの一部には、幕藩体制の役職を持ったまま間宮海峡を超えて大陸・デレンとの貿易を行う者もいたが、幕吏・松田伝十郎の改革以降大陸渡航は禁じられた。この改革で、山丹人は直接江戸幕府に朝貢するようになった。

### 「鎖国」に対するオランダの認識
「鎖国」後しばらくの間オランダは、プロテスタント諸国が交易を求めてきたとしても徳川幕府がこれを拒否しないのではないか、すなわち「鎖国」は不安定ではないか、と考えていた。このため、元オランダ商館長で滞日期間が20年を超えており1667年にフランス東インド会社の長官に就任したフランソワ・カロンが「日本との通商を求めるのではないか」と危惧している。また英国船リターン号が1673年に貿易再開を求めて来航した際には、事前にオランダ風説書にて英国王チャールズ2世がポルトガル王女キャサリンと結婚したことを幕府に対し報告することによって、オランダはその貿易再開を間接的に妨害している。ところが、18世紀の中頃になると、オランダは「日本人はオランダ人が言う海外情勢は何でも信じる」との認識をもつに至った。既にこの頃になると「鎖国」は安定し確固たるものとオランダは考え、オランダ人の貿易独占権は容易には崩れないとも考えていた。

### 鎖国祖法観
実現はしなかったものの、18世紀後半に蝦夷地開発に関連して田沼意次はロシアとの貿易を考慮しており、松平定信もロシアとの小規模な貿易を考えて、蝦夷地に来航したアダム・ラクスマンに信牌（長崎への入港許可証）を与えていた。この信牌を持ったニコライ・レザノフが1804年に長崎に来航し、通商交渉が行われたが、幕府は最終的に通商を拒否した。「海外との交流を制限する体制を自己の基本的な外交政策とする」という明確な認識（鎖国祖法観）を徳川幕府自身がもったのは、この事件をきっかけにしているという説もある。ただし、幕閣の中で「鎖国」という言葉が用いられた初出は1853年と指摘されているとおり、「鎖国祖法」というのは後世の研究者による講学上の造語で、当時の資料では単に「祖法」とされている。

## 評価
評価は論者によって分かれている。そもそも「鎖国」では無いとする評価 については下記の#「鎖国」概念の見直しを参照。

### 肯定的評価
- 日本独自の文化を形成し、自給自足の経済体制を構築できた[68]（ビル・トッテン）。
- スペイン・ポルトガルの侵攻を防いだ（占部賢志）[69]。
- 「国内には不断の平和が続き、かくて世界でもまれに見るほどの幸福な国民である。海外の世界との交流は一切断ち切られて完全な閉鎖状態に置かれている現在の日本ほどに、国民の幸福がより良く実現している時代はない」（鎖国論作者エンゲルベルト・ケンペル[70]）。

### 否定的評価
- 世界の動きから断絶したため海外の事情に疎くなった（戦前の歴史教科書に共通した評価）[71]。
- 南方進出のチャンスを逃した（菊池寛）[72]。
- 最終的に太平洋戦争の敗北にまでつながった。すでに日本は内戦状態（戦国時代）であったのだから、宣教が征服目的であったならとっくに征服していた（和辻哲郎）[73]。

## 「鎖国」概念の見直し
上記の通り、「鎖国」は外国との交流を制限するものと解釈されてきた。
しかし、1980年代になると、従来の「鎖国」概念を廃し、一連の政策は徳川幕府が中世の対外関係秩序を再編したものとする考え方が提唱された。さらに2000年代に入って、〈鎖されていなかった徳川日本を「鎖国」と呼んできた歴史〉を歴史化し、それを日本人のアイデンティティと密接に関係する言説として捉え、その形成史を解明する研究が登場した。また、その延長で、「鎖国」だけではなく「開国」も言説として捉え、その形成史を追究する試みも展開されている。
このような背景から、2017年2月には2020年度から使用される中学校の次期学習指導要領改定案から「鎖国」という表現が削除され、小学校では「幕府の対外政策」、中学では「江戸幕府の対外政策」とされる予定であるとの発表があった。しかし、パブリックコメント（意見公募）での批判が多かったことから、幕末の「開国」との関係に配慮し「鎖国などの幕府の対外政策」といった表記がなされることとなった
なお、海外との交流・貿易を制限する政策は徳川日本だけにみられた政策ではなく、同時代の東北アジア諸国でも「海禁政策」が採られていたこともあり、現代の歴史学においては、「鎖国」ではなく、東北アジア史を視野に入れてこの「海禁」という用語を使う傾向がみられる。その理由としては、1)「鎖す」という語感が強すぎる、2)対欧米諸国の視点に基づきすぎている、3)否定的なイメージがある、があげられている。しかし、「海禁」自体の研究が十分ではないとの指摘もあり、従来の用語を変えることへの批判もある。